# SC Union Nettetal
SC Union Nettetal is een Duitse voetbalclub uit Nettetal in de Kreis Viersen, vlak bij de Nederlandse grens bij Venlo.
De club ontstond op 1 juli 1996 door een fusie tussen Lobbericher SC 02 met SV Union Breyell 08. In 2018 promoveerde de club van de Landesliga Niederrhein naar de Oberliga Nordrhein, dankzij een overwinning na strafschoppen in een play-off met Sportfreunde Niederwenigern.
Bekendere voetballers die in het verleden bij Union Nettetal hebben gespeeld, zijn onder andere Tuğrul Erat, Tom van Bergen en Nico Leijsten.
SC Union Nettetal is ook actief in andere sporten, zoals badminton, wielrennen en tennis.

## Bekende (oud-)spelers
- Tom van Bergen